# Nevetlenfolu
Nevetlenfolu (ukrajinsky Неветленфолу, maďarsky Nevetlenfalu) je obec na Ukrajině, v Zakarpatské oblasti, v okrese Berehovo, ve vesnické komunitě Pyjterfolvo (ukrajinsky Пийтерфолвівська сільська громадa). Do roku 2000 se nazývalo Ďakovo či Ďakove (ukrajinsky Дякове). Je zde silniční i železniční hraniční přechod z Ukrajiny do Rumunska (Halmeu). Přes Nevetlenfolu prochází ukrajinská státní silnice M-26, po níž jsou společně vedeny evropské silnice E58 a E81. Místní železniční stanici na neelektrifikované trati Korolevo – Djakovo (součást historické hlavní trati Korolevo – Satmár) zůstal předešlý název Djakovo (ukrajinsky Дяково). V roce 2025 žilo v celé obci 3847 obyvatel, z toho v Nevetlenfolu 1632 obyvatel.

## Části obce
- Botar
- Nevetlenfolu
- Okli
- Okli Heď
- Nove Klynove[1]

## Historie
Severně od obce, v traktech Mondyčtoh a Kiverde, na březích bývalého koryta řeky Botar, se nachází vícevrstevné sídliště z období neolitu, z doby bronzové a ze staroslovanské éry. V traktu Kiš Moze se nachází pozdně paleolitické sídliště. V kakavarském traktu, poblíž železničního přejezdu, byly nalezeny rozptýlené nálezy z eneolitu.
Vlevo od silnice Nevetlenfolu – Nové Klynove je památkově chráněné železářské centrum z 2. a 1. století před naším letopočtem. V traktu Tekereš, na pravém břehu řeky Botar, bylo objeveno železářské centrum z 8.-9. století. Koncem 19. století byl v okolí obce nalezen poklad zlatých zdobených prstenů. Analýzou materiální kultury obyvatel osady Djakovo vyvodili historici závěry o jejich hospodářské činnosti. Jejich hlavním zaměstnáním bylo zemědělství a chov dobytka. Pěstovaly se tyto obiloviny: ječmen, proso a pšenice. Sklizeň probíhala pomocí bronzových srpů. Obilí se mlelo mlýnky na obilí. Spolu se zemědělstvím zaujímal důležité místo v hospodářském životě chov zvířat. Naznačují to zbytky kostí velkého i malého dobytka.
Sídlo bylo poprvé zmíněno v roce 1380 jako Gyakfalva, v roce 1619 byl uveden název Nevetlenfalu, což maďarsky doslova znamená „bezejmenná ves“. Patřilo do uherské župy Ugoča, okresu Tiszántúli („Zátiského“).
Po první světové válce se toto sídlo jako součást Podkarpatské Rusi stalo součástí nově vzniklého Československa, nejprve pod názvem Nevetlenfalu; byl zde obecní notariát a četnická stanice. Při sčítání lidu v roce 1921 stálo v obci 99 domů a žilo zde 562 obyvatel, z toho 292 mužů a 270 žen. Šlo o jednu z mála vesnic, kde počet mužů převyšoval ženskou populaci. Podle národnosti bylo 17 Čechoslováků, 49 Rusínů, 418 Maďarů, 37 Židů. Podle náboženství bylo 243 římských katolíků, 114 řeckokatolíků, 163 protestantů a 37 Židů. V té době byly do obce přivedeny 2 rodiny Čechů, tvořící obec Košaniv Laz. V dobách Československa zde byla otevřena státní maďarská dvoutřídní škola se dvěma učiteli a také česká městská škola.
V roce 1938, kdy sídlo bylo vedeno pod názvem Ďakovo, bylo v důsledku první vídeňské arbitráže přičleněno k Maďarsku; žilo zde tehdy 639 obyvatel. Po skončení druhé světové války bylo sídlo postoupeno Sovětskému svazu a stalo se součástí Zakarpatské oblasti Ukrajinské SSR. 
V roce 2001 bylo 86,83 % obyvatel maďarské národnosti.